# Peleteria prompta
Peleteria prompta là một loài ruồi trong họ Tachinidae.